# Osvaldo Lucas
Osvaldo Lucas Vázquez (Tampico, 28 maggio 1977) è un ex calciatore messicano, di ruolo difensore.